# 요우코우
요우코우(ようこう, Yohkoh, 발사 전 이름: Solar-A)는 미국과 영국의 우주 기관과 협력하여 일본 우주항공연구개발기구가 만든 태양 관측 우주선이었다. 1991년 8월 30일 가고시마 우주센터에서 M-3SII 로켓에 의해 지구 궤도로 발사되었다. 1991년 9월 13일 21시 53분 40초에 첫 번째 연 엑스선 이미지를 촬영했으며 1991년부터 2001년까지 엑스선 코로나에 대한 영화 표현은 요우코우 레거시(Yohkoh Legacy) 사이트에서 볼 수 있다.